# Pinilla Trasmonte
Pinilla Trasmonte és un municipi de la província de Burgos a la comunitat autònoma de Castella i Lleó. Forma part de la comarca de Ribera del Duero. Inclou les localitats d'Oquillas, Villalbilla de Gumiel, Gumiel de Izán, Santa María del Mercadillo, Ciruelos, Nebreda i Cilleruelo.

## Demografia
| 1991 | 1996 | 2001 | 2004 |
| ---- | ---- | ---- | ---- |
| 287  | 238  | 217  | 214  |